# 惡魔城X 月下夜想曲
《恶魔城X 月下夜想曲》是由科樂美开发的平台動作遊戲。本作品最初于1997年3月20日在PlayStation平台发售，後來又推出了世嘉土星版本。該作品为《惡魔城X 血之輪迴》的续作，被称为恶魔城系列的巅峰之作，也奠定了类银河战士恶魔城游戏的基本风格。作品一改以前的风格，大量增加養成與隱藏要素，為當時橫向捲軸遊戲之創舉，也成为后續恶魔城遊戲的典範，與整個系列評價最高的遊戲作品。

## 角色介绍
阿魯卡多（アルカード；Alucard）
全名：阿德里安‧法倫海斯‧采佩什（アドリアン・ファーレンハイツ・ツェペシュ、Adrian Farenheights Tepes）
配音：置鮎龍太郎
本作的主人公，德古拉伯爵與人類女子麗莎所生之子，屬於半吸血鬼；曾經與拉爾夫‧貝爾蒙特一起打倒自己的父親，隨後即進入長眠。最近卻由於正邪力量的平衡被破壞而被震醒。為了再次阻止父親而獨自闖入惡魔城探險。
弗拉德‧采佩什（ヴラド・ツェペシュ、Vlad Tepes）
配音：若本規夫
另號德古拉（ドラキュラ），傳奇的吸血鬼之王，阿魯卡多的生父；數年前被里希特‧貝爾蒙特所封印但再次復活，為本遊戲隱藏的真正大BOSS。
瑪利亞‧雷納德（マリア・ラーネッド、Maria Renard）
配音：横山智佐
里希特‧貝爾蒙特的戀人安妮特‧雷納德（アネット・ラーネッド、Annette Renard）之妹，具有操控東方四聖獸的特殊力量。
一年前里希特失蹤之後她開始四處尋找其下落，遇到惡魔城之後，她相信里希特就在這裡，因此自己闖了進來。
里希特‧貝爾蒙特（リヒター‧ベルモント、Richter Belmont）
配音：梁田清之
五年前成功封印德古拉伯爵的最強吸血鬼獵人。但是在一年前的一個月圓之夜受到沙夫特控制成為表惡魔城主，被外界誤認失蹤下落不明，作為城中的大BOSS迎戰阿魯卡多。
沙夫特（シャフト、Shaft）
配音：梁田清之
本為教會的牧師，後來背叛信仰成為德古拉的心腹。五年前他將德古拉復活後，里希特‧貝爾蒙特雖然把主僕兩人打得淒慘不堪，沙夫特卻死裡逃生逃過一劫，後來他暗地把黑暗力量回聚重建惡魔城後，控制里希特掃平入侵者，爭取時間讓德古拉復活。
死神（デス、Death）
配音：佐藤正治
德古拉伯爵的心腹，會尊稱阿魯卡多「少爺」。
爺，或另稱老頭子（おじいさん、grandpa）
配音：佐藤正治
看管惡魔城藏書庫的老吸血鬼，服侍德古拉多年的老僕人，曾跟死神一同照顧過阿魯卡多，所以阿魯卡多暱稱他老爺子，一樣尊稱阿魯卡多「少爺」。
阿魯卡多向其求助時本欲拒絕，但是因為貪財，所以在阿魯卡多答應給他報酬後同意出售給他物品。
本作的商店看管人，除了可以從他這裡買到裝備和藥品，還可以賣給他寶石指環換錢，以及觀看戰鬥指南，查看敵人的圖鑒等。
莉莎‧法倫海斯（リサ・ファーレンハイツ、Lisa Farenheights）
配音：深見梨加
阿魯卡多的生母，是平凡的人類，她與德古拉伯爵相愛結合並生下阿魯卡多，後來莉莎離開家庭後在人世間研究醫藥相關的領域，因此被教會認定為魔女而處以火刑。德古拉因此憎惡人類，發誓要將人類毀滅。而阿魯卡多謹記其“不要怨恨人類”的臨終教誨，走上了與父親為敵，阻止父親的道路。
魅魔（サキュバス、Succubus）
配音：深見梨加
能夠變化成被害者所愛的人的樣子，並趁其不備偷襲的惡魔。
船家（渡し守\船頭）
配音：佐藤正治
惡魔城地下水脈處搖船的神秘船夫。

## 故事
承襲前作的部分
公元1792年，沉睡百年的吸血鬼之王德古拉伯爵復活了，當時由最強的吸血鬼獵人家族末裔——里希特‧貝爾蒙特出面，營救被伯爵抓去的少女們，並在決戰中獲勝。隨著惡魔城倒塌，人間暫時恢復了安寧。
故事序曲
四年之後，一個月圓之夜，里希特神秘失蹤了。當年獲救的少女之一，義妹（準確地說是戀人的妹妹）瑪利亞‧雷納德開始四處尋找里希特。找了整整一年，某一天她發現，本應該百年才能出現一次的惡魔城，居然已經解除封印矗立在她面前。她相信里希特應該就在城裡，於是闖了進去。
同時，正邪力量交替產生的巨震，使德古拉伯爵的兒子阿魯卡多由長眠中甦醒。當年他曾經與貝爾蒙特家的先祖拉爾夫‧貝爾蒙特一起打倒了自己的父親。此刻再次出發前往惡魔城。
主線故事
阿魯卡多沒多久遇到伯爵的忠實僕人——死神，並拒絕了勸說，而被奪走身上的所有裝備。阿魯卡多繼續向城堡深入探索。在城堡中數次遇到了瑪利亞。瑪利亞也拜託阿魯卡多幫忙尋找里希特。
後來，阿魯卡多遇到里希特，里希特卻自稱「城主」，並召喚惡魔來襲擊他。擊退惡魔後里希特不知去向。
第一種結局
阿魯卡多直接來到惡魔城最上階的王座，第二次打敗里希特。城堡崩毀，阿魯卡多離去。瑪利亞則繼續自己的探索，一定要找到里希特發瘋的原因。
第二種結局
第一次打敗里希特後，阿魯卡多於禮拜堂將情況告訴了瑪利亞。最後兩人在城堡中央再次重逢，瑪利亞交給他一個關鍵道具「神聖眼鏡」。（在SS版裡，瑪利亞會要求和阿魯卡多交手以確認他的實力）
阿魯卡多戴上「神聖眼鏡」，會看到里希特頭上飄著一個圓球。在不攻擊里希特，只攻擊圓球的情形下打敗對手，幕後黑手——黑暗神官沙夫特將登場，並揭示一年前用太古魔法控制了里希特的陰謀。沙夫特逃逸後，惡魔城頂端的雲層裡，出現了另一座倒掛著的逆惡魔城。
阿魯卡多讓里希特和瑪利亞先出城，自己獨自闖入逆惡魔城。在逆惡魔城的中央，他結束了死神及沙夫特，隨後與父親德古拉伯爵決戰。德古拉敗前詢問妻子麗莎臨終時說了什麼？阿魯卡多回答「不要怨恨人類」等語，伯爵聽罷深感愧疚。惡魔城再次消失，阿魯卡多在城外向里希特和瑪利亞告別並離去。
（視玩家的「地圖探索率」高低，分別有「瑪利亞與里希特一起待在原地」與「瑪利亞向里希特道別，追上阿魯卡多」兩種分歧。）

## 發售
游戏的PlayStation版本发行于1997年，相应的Sega Saturn版本发行于1998年。2007年3月，移植至Xbox 360平台。2007年10月，《惡魔城X年代記》於PlayStation Portable平台發售，其中也收錄了PS版的月下。2018年10月26日，《惡魔城X 精選集：月下夜想曲＆血之輪迴》於PlayStation 4平台發售，該版本的月下移植至PlayStation Portable版遊戲，提供更高的解析度。。PlayStation Portable與PlayStation 4版基本上皆以PlayStation版本進行移植，沒有Sega Saturn版本新增的地圖內容。

## 版本差異

### PS版
通常版（初版）
- 最初第一批發售的版本，附贈歷代系列作的音樂CD和美術集。[3]
- 遊戲BUG：怪物圖鑑No.117「芬里爾」（フェンリル）不會掉落道具。

通常版（再版）
- 最初第二批發售的版本。
- 芬里爾的道具掉落BUG已修正、食人花的掉落道具與初版略有不同、怪物圖鑑的部分資料有修改。

改良版（The Best版、PS one Books版）
- 已修正在通常版中出現的大部分BUG。
- 追加「半妖精唱歌」功能，這原本是SS版才有的要素。

### SS版
- 追加新區域「地下庭園」與「詛咒的牢獄」（呪われた牢獄），兩區都有新的怪物與BOSS。
- 追加一些新武器、防具與道具。
- 追加4首BGM，其中1首為全新曲目，剩下3首則是系列前作的曲目。
- 「瑪利亞」變為可操作角色（SS版與PSP版的技能招式完全不同），此外在遊戲開頭就能從阿魯卡多、里希特、瑪利亞這三人中選擇一位來操作。
- 流程中新增一場瑪利亞BOSS戰。
- 裝備介面中新增「道具」（ホルダー）欄位，可單獨使用一個按鍵直接施放道具。
- SS版沒有單獨的按鍵來直接開啟地圖，必須先開啟主選單然後再選擇地圖。
- 新增「半妖精唱歌」功能。

歌詞內容：

女神活在永恆的幸福中

我也只能如往常般感嘆的唱著夜曲

若是這段愛情在轉眼間結束

反正 到那個時候 緣份也盡了

諸神的渴望讓大海失去了聲息

而無辜的狼 忍受著孤獨

 

在寒夜直到黎明時夢境結束之前

命運的安排 已悄然改變了
- SS版的畫面比例與PS版略有差異。另外原本PS版具備半透明畫面效果，但SS版改成用網點方式呈現，導致失去半透明效果。[4]

|                                |                  |                    |
| SS版本相比PS版本的新增部分地图 | 月下SS版地下庭院 | 月下SS版诅咒的牢狱 |

### Xbox 360版
- 僅透過Xbox Live Arcade發售，完整移植自PS改良版。
- 提供原始版&抗鋸齒兩種畫面模式。
- 新增排行榜與成就功能。[5]

### PSP版
- 收錄於2007年的《惡魔城X年代記》，基於PS改良版來移植，但追加一些新要素。
- 追加原本在SS版才有的瑪利亞BOSS戰。
- 可操作瑪利亞，但必須先用阿魯卡多完成一周目通關後才能換人。PSP版瑪利亞的招式技能與SS版完全不同。
- 日版追加音樂鑑賞功能，原本是只有歐美版才有的要素。
- 歐美版的英文配音與字幕都重新製作，使魔恢復為完整的7個（以往歐美版只有5個）。[6][7]

### PS4版
收錄於2018年的《惡魔城X 精選集：月下夜想曲＆血之輪迴》，PS4版的月下基本上與PSP《惡魔城X年代記》收錄的內容相同，差異在於解析度提升、支援PSN獎盃。

### iOS版\Android版
2020年完整的移植至智慧型手機平台，除了保有原本的畫面、音樂、世界觀等外，配合智慧型手機設計的操作介面讓必殺技、變身操作變得更為直觀。
另外，手機版也對應手把操控，並追加社群功能。

## 評價
遊戲本體評價
《惡魔城X 月下夜想曲》是惡魔城系列的風格轉換的標誌性作品，也是普遍認為的惡魔城系列的巔峰之作。以往的惡魔城均是單純的動作類遊戲，以貝爾蒙特家族的人物為主角，武器只有鞭子和少數幾種副武器。人物動作僵硬，遊戲難度極高。
從月下夜想曲開始，惡魔城轉化為動作探險遊戲，之後的大多數作品均定於此類型。本作中不再以貝爾蒙特家族的人物為主角。武器也不再侷限於鞭子（根據官方劇情紀年表，從這一年開始，正統的貝爾蒙特家族從人們的視線中消失了，他們的聖鞭被轉交給了莫里斯家族。直到1999年，尤里烏斯‧貝爾蒙特才重新將貝爾蒙特一族帶回人們的視線之中），而是從拳腳到魔法，以及刀、劍、杖，盾牌，甚至消耗性的梭鏢都有。等級、裝備、魔導器、變身、使魔等系統的引入也極大豐富了遊戲體驗。遊戲開始擁有劇情，並且帶有人物配音。但這也使有些玩家批評該作有難度較低，道具整理不方便等缺點。
同時，本作還塑造了一個經典的遊戲形象：吸血鬼貴公子阿魯卡多，成為惡魔城系列裡人氣最高的男主角。此後雖未再有以他為主角的惡魔城作品，但是有好幾部作品裡他都作為劇情角色出場。玩家們自編的同人作品裡，也多有其身影。 
衍生評價：人設與音樂
人設作者小島文美，背景音樂作者山根實知琉均成為玩家心中對應方面最高水平的代表。
對於小島文美，已經到了科樂美使用別人的人設就會引起某些玩家不滿的地步。
對於山根實知琉，原生音樂專輯亦大受玩家追捧。其中的《Lost Painting》還曾脫離專輯，以《失色的油彩》的名字廣為流傳，足見其受歡迎的程度。（Lost也作「遺失」解，亦有翻成「失落的彩繪」等名稱）